# Gerhard Binder (Grafiker)
Gerhard Binder (* 13. Januar 1912 in Besigheim; † 1. Dezember 1997) war ein deutscher Grafiker in Heilbronn und Mitbegründer des Künstlerbundes Heilbronn.

## Leben
Gerhard Binder kam bereits kurz nach seiner Geburt 1913 nach Heilbronn, wo er das Realgymnasium (das heutige Robert-Mayer-Gymnasium Heilbronn) besuchte und ab 1927 bei der Handelsbank Heilbronn eine Banklehre absolvierte. Nach zehn Jahren als Angestellter der Handelsbank, zuletzt als deren Werbeleiter, wurde er 1940 zum Kriegsdienst eingezogen, aus dem er als Schwerkriegsbeschädigter zurückkehrte. 1939 hatte er Hildegard Heller geheiratet. In den Jahren 1946/47 besuchte Binder die Freie Akademie Stuttgart, danach gründete er in Heilbronn mit dem Maler und Grafiker Bruno Velten das Atelier V+B, das nach dem Tode Veltens 1967 als Atelier Binder fortgeführt wurde. Von 1963 bis 1972 war Binder für die FDP Mitglied des Heilbronner Gemeinderats. 1980 zog er nach Leingarten.

## Familie
Die Heilbronner Malerin Else Schwarz-Binder (* 30. September 1914 in Heilbronn; † 26. September 2000) war Binders Schwester, die 1970 auch in Paris ausstellte und deren „Samstags-Galerie“ in Talheim selbst in Ulm und in der Region Franken („Mekka des Unterländer Kunstlebens“) bekannt war.

## Künstlerisches Schaffen
Binder hat vor allem Gebrauchsgrafik für Industrie, Handel und Verkehrsverbände geschaffen, aber auch zahlreiche öffentliche Aufträge erhalten. Er war Mitglied im Künstlerbund Heilbronn. Als sein Spezialgebiet galt die Erstellung von Urkunden. Zu seinen Werken zählen daher über 100 Ehrenbürgerbriefe für süddeutsche Gemeinden, aber auch die Gestaltung zahlreicher Chroniken, Jubiläumsschriften, Plakate, Totenbücher usw. Als Restaurator hat er die Schrifttafel an der Heilbronner Rathausuhr rekonstruiert. Für verschiedene Schulen wie die Fritz-Ulrich-Schule Grund- und Werkrealschule Böckingen hat er Wandgestaltungen entworfen, außerdem Glasfenster wie das großformatige, das Ortswappen zeigende Glasfenster des Rathauses von Beilstein.
Zu seinen Entwürfen zählt ferner die Schrifttafel des Heilbronner Synagogen-Gedenksteins. Für die Heilbronner Stimme gestaltete er eine mehrjährige Bilderserie. In den Städtischen Museen Heilbronn befindet sich ein Werk von Binder, der in Tusche und Aquarell ausgeführte Sinnspruch „Bitte nicht ständig und laut parlieren, der Nebenmann will auch studieren!“

## Literarische Werke
- Fröhliches Heilbronn, Team-Luther-Verlag, Neckarsulm 1978